# Pogrzeb Benedykta XVI
Pogrzeb Benedykta XVI – ceremonia pogrzebowa pierwszego od XV wieku emerytowanego papieża Benedykta XVI, która odbyła się 5 stycznia 2023 roku, sześć dni po jego śmierci.
W uroczystości brali udział przywódcy polityczni (m.in. prezydent Niemiec Frank-Walter Steinmeier, prezydent Włoch Sergio Mattarella i prezydent Litwy Gitanas Nauseda) przedstawiciele innych religii. Uroczystości zgromadziły kilkadziesiąt tysięcy osób obecnych na placu Świętego Piotra. Trumna z ciałem zmarłego papieża została złożona w Grotach Watykańskich.

## Okoliczności śmierci
Papież chorował na stwardnienie zanikowe boczne, od 2020 miał problemy z mową, a w ostatnich dniach przed śmiercią miał kłopoty z oddychaniem.
28 grudnia 2022, podczas audiencji generalnej, papież Franciszek poprosił o modlitwę za Benedykta XVI, którego stan zdrowia w ostatnich godzinach pogorszył się. Dyrektor Biura Prasowego Stolicy Apostolskiej Matteo Bruni potwierdził, że nastąpiło pogorszenie stanu zdrowia emerytowanego papieża i jest on pod stałą opieką lekarską. 29 grudnia 2022 Benedykt XVI otrzymał sakrament namaszczenia chorych, uczestniczył we mszy świętej – choć jej nie koncelebrował – i przyjął Komunię Świętą. Przez kolejne dni jego stan pozostawał poważny, ale stabilny. Zmarł o godzinie 9:34, w klasztorze Mater Ecclesiae. Tuż po jego śmierci, jako pierwszy, do klasztoru udał się jego następca.

## Reakcje na śmierć
Kondolencje oraz ubolewanie w związku ze śmiercią papieża wyrazili przedstawiciele: Argentyny, Austrii, Brazylii, Czech, Danii, Filipin, Francji, Hiszpanii, Holandii, Indonezji, Irlandii, Izraela, Japonii, Kanady, Korei Południowej, Kostaryki, Luksemburga, Meksyku, Niemiec, Norwegii, Palestyny, Polski, Portugalii, Rosji, Stanów Zjednoczonych, Ukrainy oraz Włoch. Na znak kondolencji po śmierci papieża seniora w Kostaryce, Kubie i Portugalii ogłoszono żałobę narodową.
Prezydent Polski Andrzej Duda napisał na Twitterze:

„Papież Benedykt XVI odszedł do Domu Ojca. Świat utracił dziś jednego z najwybitniejszych teologów XX i XXI wieku, bliskiego współpracownika św. Jana Pawła II. Jego życie, dzieła i posługa duszpasterska to drogowskaz wśród wielu krętych i zwodniczych dróg współczesności. R.I.P.”

Cyryl I zawarł w swoich kondolencjach słowa:

„Niepodważalny autorytet Benedykta XVI jako wybitnego teologa pozwolił mu wnieść znaczący wkład w rozwój współpracy międzychrześcijańskiej, w dawanie świadectwa Chrystusowi w obliczu zsekularyzowanego świata oraz w obronę tradycyjnych wartości moralnych”

## Uroczystości żałobne (1–4 stycznia 2023)

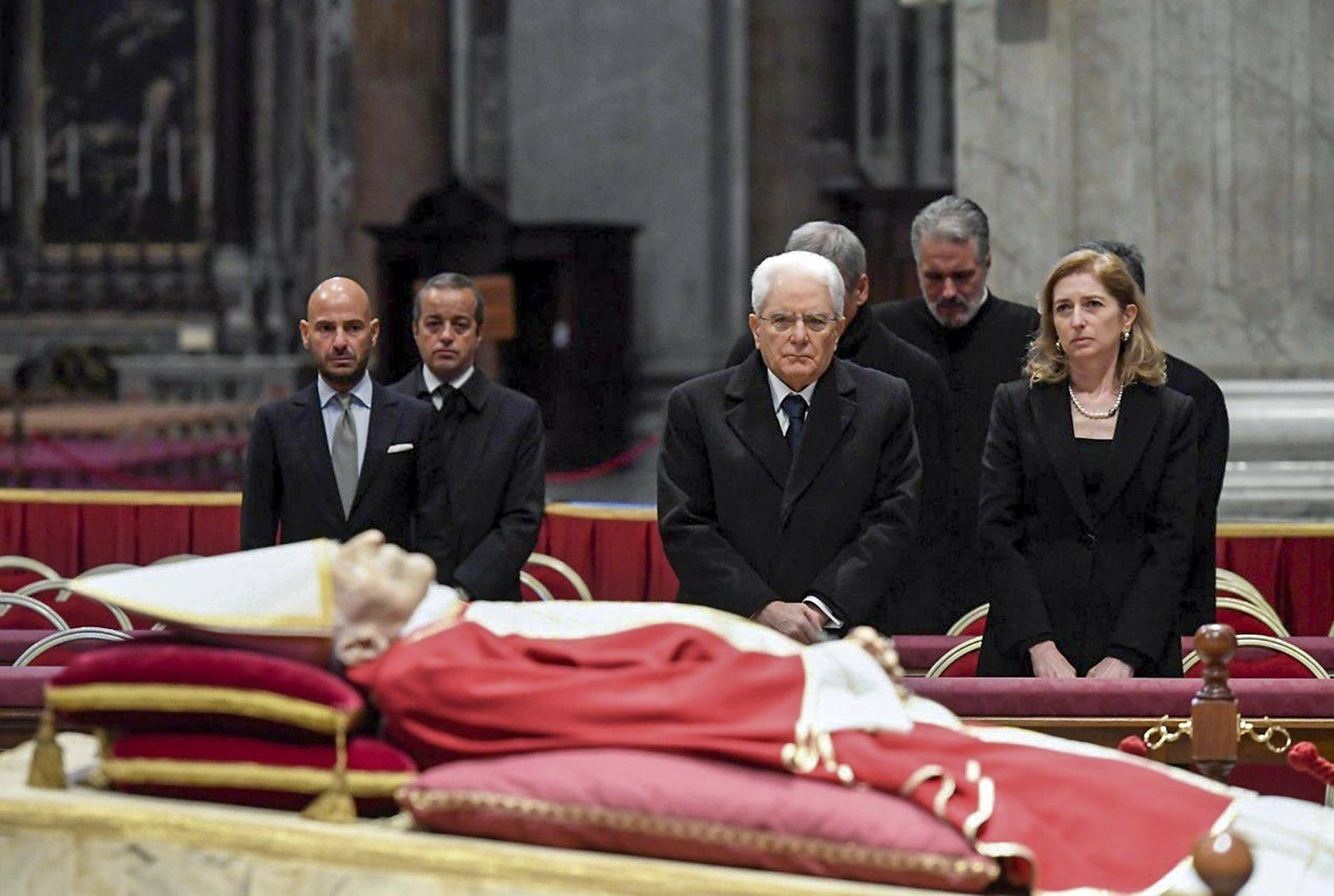
Ciało Benedykta XVI, wystawione w bazylice św. Piotra; w tle widać prezydenta Włoch Sergio Mattarellę

1 stycznia 2023 ciało zmarłego Benedykta XVI zostało wystawione w kaplicy klasztoru Mater Ecclesiae, gdzie żegnali go jego współpracownicy. Dzień później o godz. 7:00 ciało zostało wprowadzone do bazyliki św. Piotra na Watykanie i po krótkim nabożeństwie pod przewodnictwem kard. Mauro Gambettiego, archiprezbitera bazyliki watykańskiej, wystawione na widok publiczny, dając wiernym możliwość oddania hołdu zmarłemu papieżowi. Ciało spoczywało na widoku do 4 stycznia, a Stolica Apostolska podała, że w trakcie tych dni hołd zmarłemu oddało ok. 200 tys. wiernych; w tym prezydent Włoch Sergio Mattarella oraz premier Giorgia Meloni. 4 stycznia twarz Benedykta XVI została zasłonięta białą chustką, a następnie ciało zostało złożone do trumny.
Podczas wszystkich uroczystości ciało emerytowanego papieża było odziane w czerwone szaty liturgiczne, wraz z białą mitrą oraz różańcem w ręku. Z racji tego, że w momencie śmierci Benedykt XVI nie pełnił funkcji papieża, podczas uroczystości nie miał on na sobie paliusza oraz krzyża papieskiego.

## Uroczystości pogrzebowe (5 stycznia 2023)

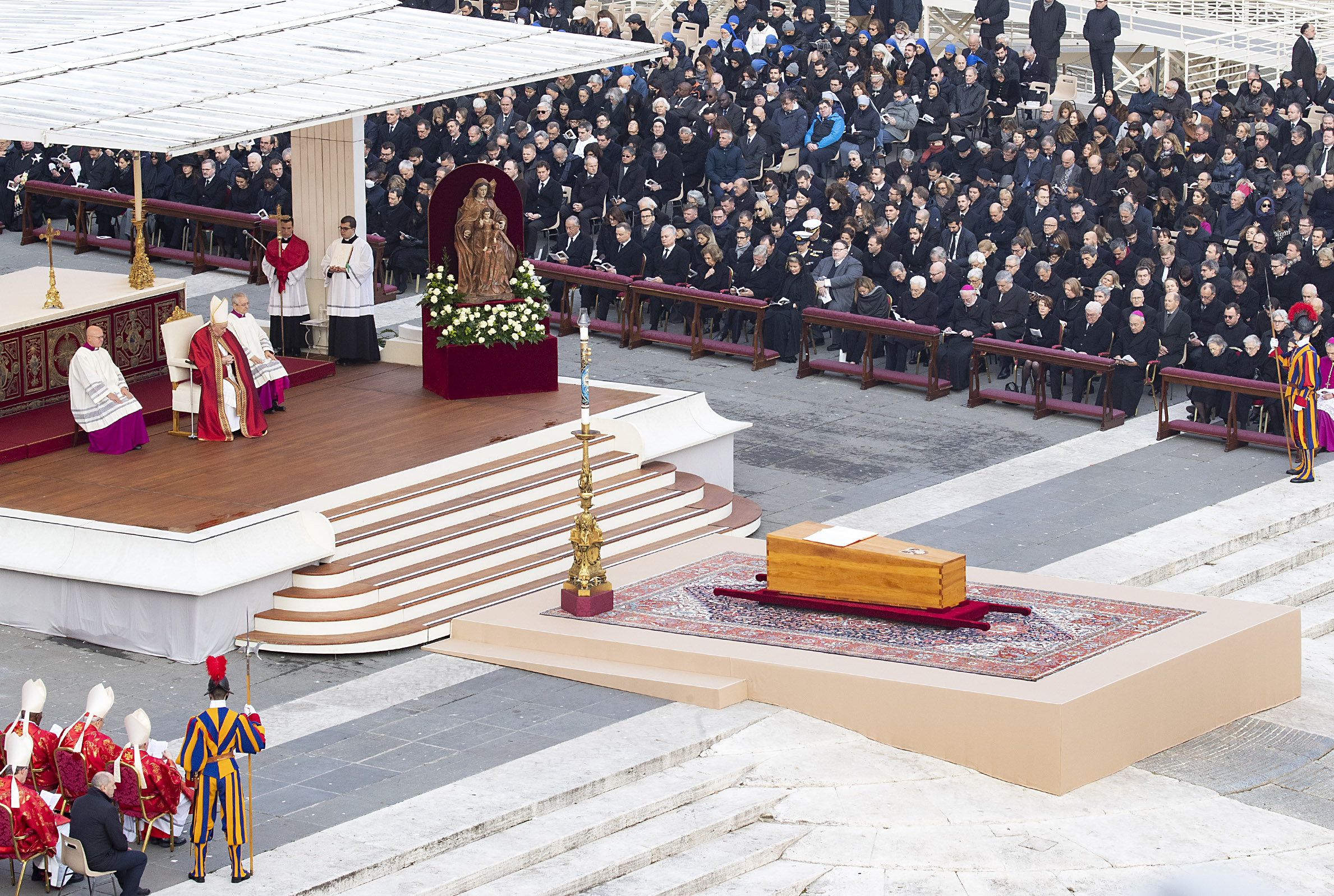
Uroczystość pogrzebowa emerytowanego papieża Benedykta XVI

5 stycznia 2023 około godziny 9:00 na plac św. Piotra została wniesiona trumna z ciałem emerytowanego papieża Benedykta XVI. Pół godziny później rozpoczęła się uroczysta liturgia pogrzebowa, która zgodnie z prośbą emerytowanego papieża była krótsza i mniej oficjalna, niż zwykła ceremonia pogrzebu papieskiego. Podczas uroczystości, liturgii słowa przewodniczył papież Franciszek, zaś liturgii eucharystycznej przy ołtarzu oraz obrzędom pogrzebowym – dziekan Kolegium Kardynalskiego Giovanni Battista Re. Homilię wygłosił papież Franciszek, a w jej tekście skupił się przede wszystkim na odczytanej wcześniej Ewangelii, wspominając krótko o życiu zmarłego, doceniając jego zasługi dla kościoła. W uroczystości uczestniczyło 400 biskupów, 120 kardynałów, ponad 3700 kapłanów z całego świata oraz 100 tysięcy wiernych zgromadzonych na placu św. Piotra.

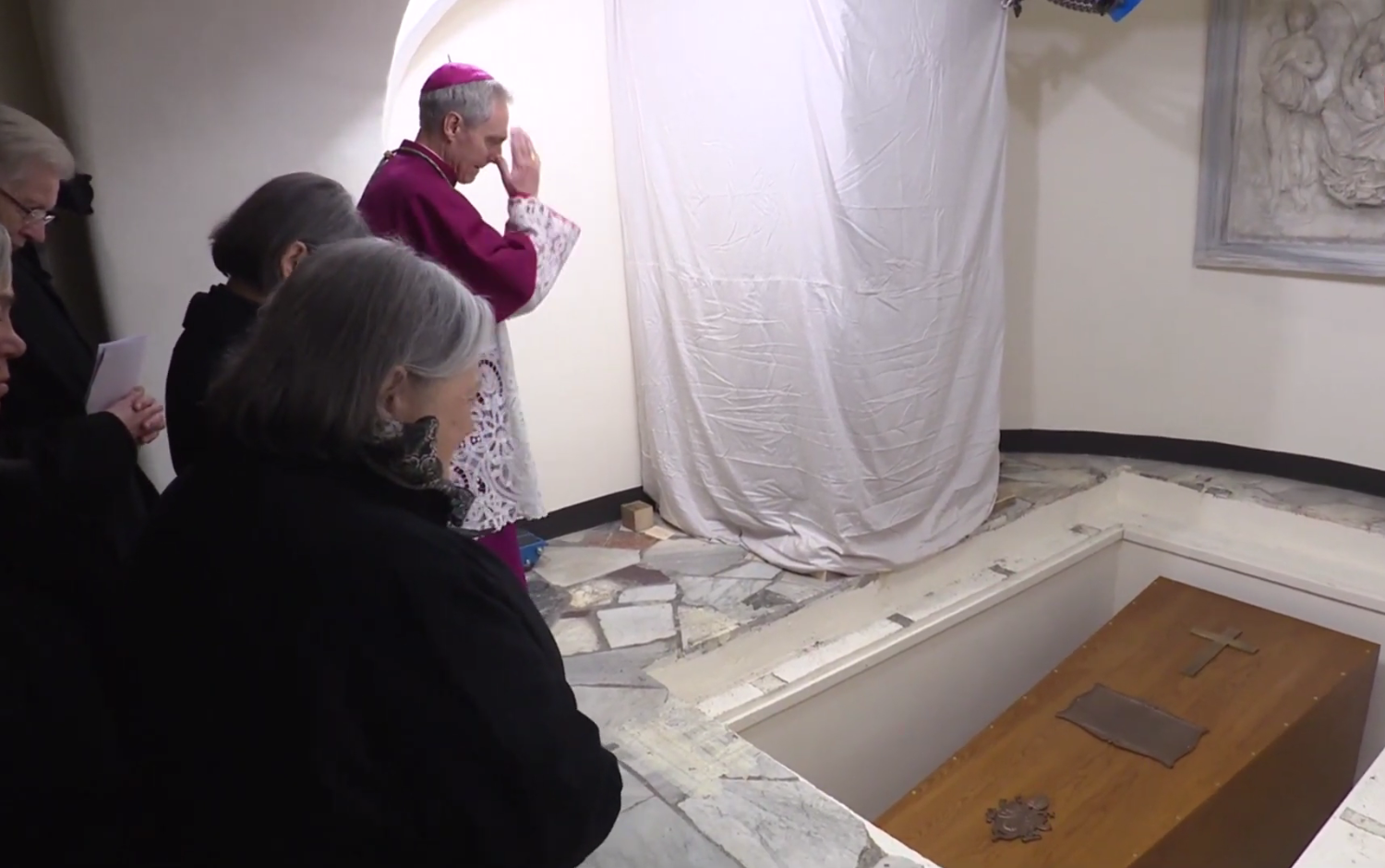
Trumna z ciałem Benedykta XVI w grobie w Grotach Watykańskich, po lewej abp Georg Gänswein

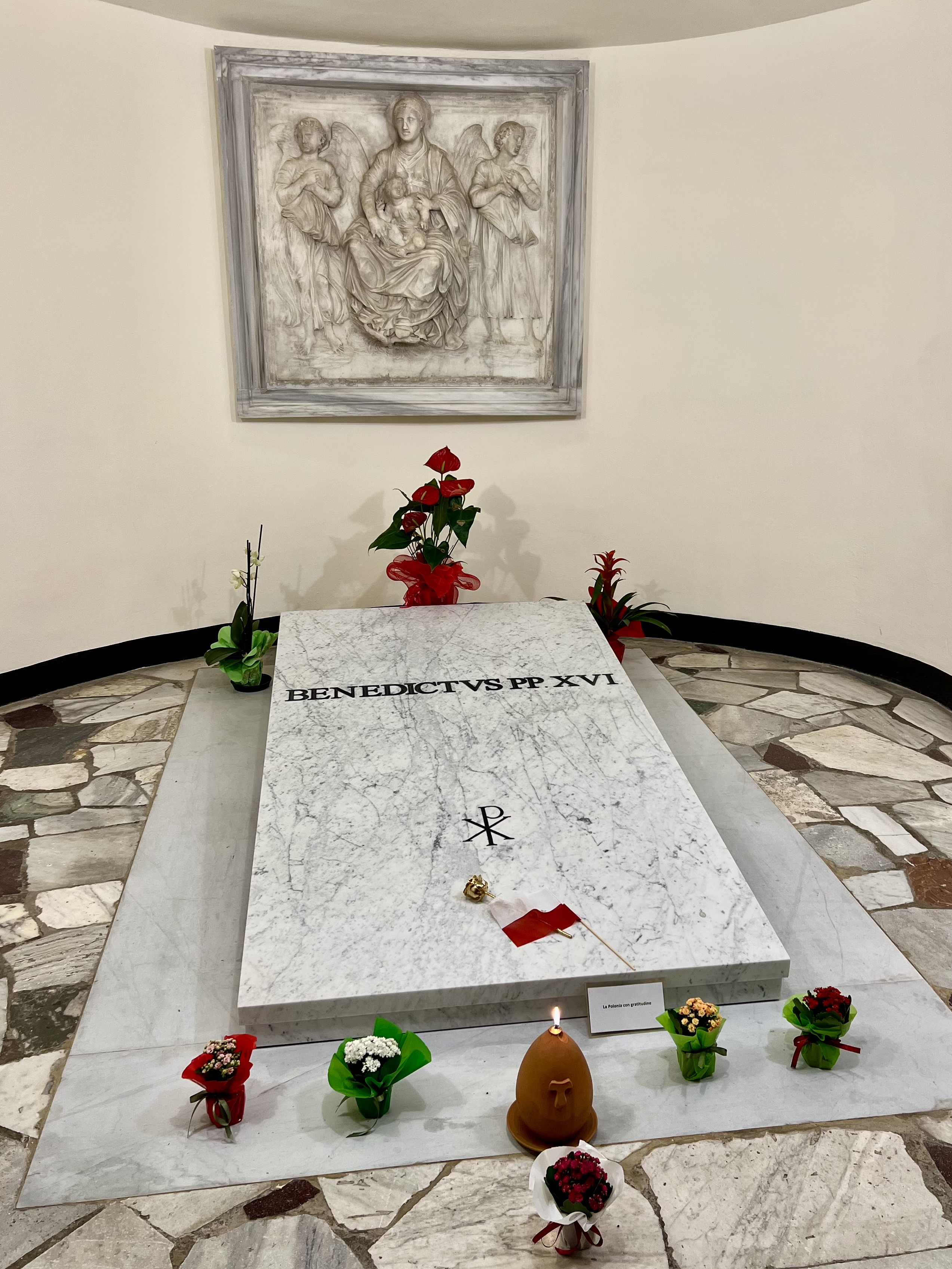
Grobowiec Benedykt XVI

Po pogrzebie trumna z prostych desek z drewna cyprysowego (symbolu nieśmiertelności) złożona została w drugiej, cynkowej, ta szczelnie zalutowana i umieszczona w trzeciej, wykonanej z drewna orzechowego. Do trumny został włożony woreczek z medalami wybitymi w czasie pontyfikatu Benedykta XVI, jego paliusz, który nosił przez swój pontyfikat oraz umieszczony w ołowianym pojemniku akt, który zawiera najważniejsze fakty z okresu jego pontyfikatu. Ciało Benedykta zostało pochowane podczas prywatnej ceremonii w Grotach Watykańskich, w miejscu gdzie wcześniej, do czasu beatyfikacji, pochowani byli najpierw w latach 1963–2000 Jan XXIII a później w latach 2005–2011 Jan Paweł II.
Była to pierwsza w historii uroczystość w Watykanie, podczas której odbył się pogrzeb emerytowanego papieża, a uroczystościom przewodniczył urzędujący biskup Rzymu. Ostatni taki przypadek miał miejsce w 1802 roku, kiedy to ówczesny papież Pius VII przewodniczył uroczystości pogrzebowej swojego, zmarłego trzy lata wcześniej, poprzednika Piusa VI. Była to też pierwsza taka uroczystość, po której nie zostało zwołane konklawe w celu wyboru nowego papieża.

## Przedstawiciele państw i organizacji

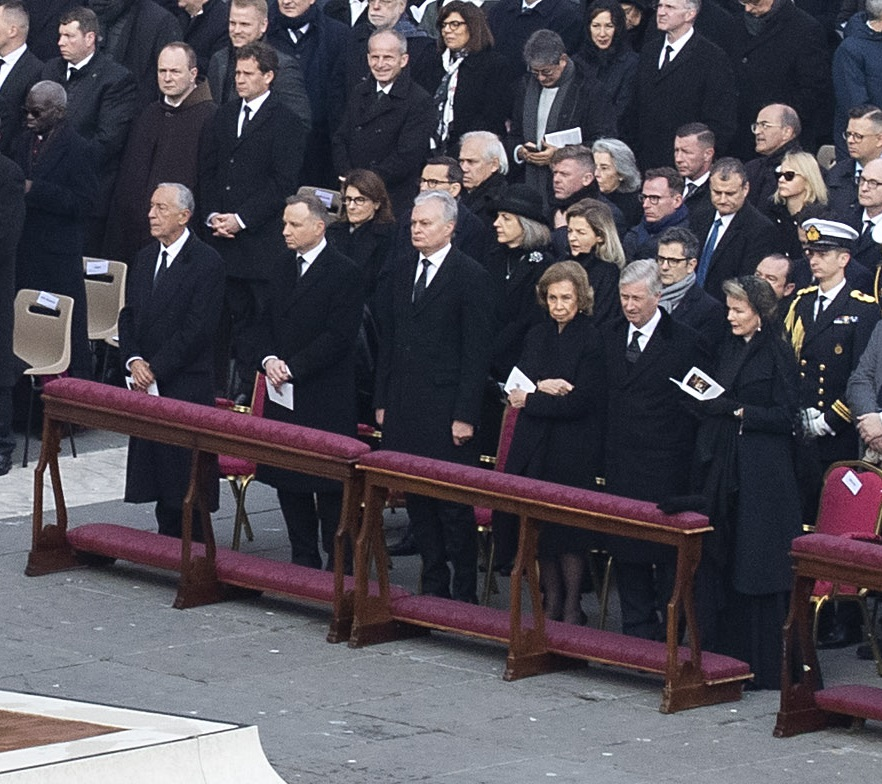
Dygnitarze podczas pogrzebu, od lewej do prawej w pierwszym rzędzie: Marcelo Rebelo de Sousa, prezydent Portugalii; Andrzej Duda, prezydent Polski; Gitanas Nausėda, prezydent Litwy; królowa Hiszpanii Sofía; oraz król Filip i królowa Belgii Matylda.

Zgodnie z życzeniem zmarłego, tylko rządy Włoch i Niemiec zostały zaproszone do wysłania oficjalnych delegacji. Przedstawiciele władz innych państw mogli przybyć na uroczystość, jednak w charakterze prywatnym. Ostatecznie na pogrzeb przybyli przedstawiciele piętnastu krajów oraz licznie zebrani przedstawiciele różnych wyznań.
Koronowane głowy:
- Belgia: Król Belgii Filip I Koburg, wraz z żoną Matyldą[61],
- Hiszpania: Była Królowa Hiszpanii Zofia[62].

Oficjalne delegacje:
- Włochy[63][64][65][66]:
  - Sergio Mattarella, prezydent
  - Giorgia Meloni, premier
  - Maurizio Gasparri, wiceprzewodniczący Senatu (w imieniu przewodniczącego izby Ignazia La Russa, który z powodu choroby nie mógł uczestniczyć w uroczystościach)
  - Lorenzo Fontana, przewodniczący Izby Deputowanych
  - Silvana Sciarra, prezes Sądu Konstytucyjnego
  - Antonio Tajani, minister spraw zagranicznych
  - Giancarlo Giorgetti, minister gospodarki i finansów
  - Guido Crosetto, minister obrony
  - Carlo Nordio, minister sprawiedliwości
  - Francesco Lollobrigida, minister rolnictwa, suwerenności żywnościowej i lasów
  - Anna Maria Bernini, minister nauki
  - Gennaro Sangiuliano, minister kultury
  - Mario Draghi, były premier Włoch

- Niemcy[67]:
  - Frank-Walter Steinmeier, prezydent
  - Elke Büdenbender, pierwsza dama
  - Olaf Scholz, kanclerz
  - Bärbel Bas, przewodniczący Bundestagu
  - Peter Tschentscher, przewodniczący Bundesratu
  - Stephan Harbarth, prezes Federalnego Trybunału Konstytucyjnego
  - Markus Söder, premier Bawarii
  - Günther Beckstein, były premier Bawarii
  - Edmund Stoiber, były premier Bawarii

Szefowie państw i rządów lub ich przedstawiciele
- Austria: Heinz Fischer, były prezydent[63]
- Czechy: Petr Fiala, premier[68]
- Francja: Gérald Darmanin, minister spraw wewnętrznych[69]
- Litwa: Gitanas Nausėda, prezydent[70]
- Polska: prezydent Andrzej Duda i premier Mateusz Morawiecki[71]
- Portugalia: Marcelo Rebelo de Sousa, prezydent[72]
- San Marino: Maria Luisa Berti i Manuel Ciavatta, kapitanowie regenci San Marino[73]
- Słowacja: Eduard Heger, premier[68]
- Słowenia: Nataša Pirc Musar, prezydent[74]
- Tajwan: Chen Chien-jen, były wiceprezydent[75]
- Węgry: Katalin Novák, prezydent[72]
- Wielka Brytania: Gillian Keegan, minister edukacji[72]